# Đinh Gia Hưng
Đinh Gia Hưng là kiểm sát viên cao cấp người Việt Nam. Ông hiện giữ chức vụ Viện trưởng Viện kiểm sát nhân dân tỉnh Sóc Trăng.

## Tiểu sử
Đinh Gia Hưng là Đảng viên Đảng Cộng sản Việt Nam.
Ngày 5 tháng 5 năm 2016, Đinh Gia Hưng, Phó Viện trưởng Viện kiểm sát nhân dân tỉnh Sóc Trăng, được Phó Viện trưởng Viện kiểm sát nhân dân tối cao Việt Nam Nguyễn Thị Thủy Khiêm trao Quyết định số 20/QĐ-VKSTC-V15 ngày 07/4/2016 của Viện trưởng Viện kiểm sát nhân dân tối cao Việt Nam bổ nhiệm giữ chức vụ Viện trưởng Viện kiểm sát nhân dân tỉnh Sóc Trăng nhiệm kì 5 năm kể từ ngày 1 tháng 5 năm 2016 thay cho ông Võ Văn Dinh chuyển công tác đến Tỉnh ủy Sóc Trăng.
Tháng 9 năm 2017, Đinh Gia Hưng là Kiểm sát viên cao cấp, Bí thư Ban Cán sự Đảng bộ VKSND tỉnh Sóc Trăng, Viện trưởng VKSND tỉnh Sóc Trăng.